# Калинівка (Чкаловська сільська громада)
Кали́нівка (МФА: [kɐˈɫɪɲiu̯kɐ] ( прослухати)) — село в Україні, у Чкаловській сільській громаді Мелітопольського району Запорізької області. Населення становить 617 осіб.

## Географія
Село Калинівка розташоване за 155 км від обласного центру, 84 км від районного центру та 38 км на південний захід від селища Веселе, в урочищі Кругла Падина. Найближчі сусідні села: Корніївка (3,5 км) та Добровольчеське (4,5 км).

## Вулиці
В селі 6 вулиць:
- Горіхова
- Молодіжна
- Садова
- Сонячна
- Центральна
- Ювілейна.

## Історія
Село засноване у 1922 році (за іншими даними у 1921 році) переселенцями з Великої Білозерки Мелітопольського повіту.
Село зазнало Голодомору 1932—1933 років, організованого радянським урядом з метою винищення місцевого українського населення. Кількість встановлених жертв згідно зі свідченнями очевидців — 41 особа.
У 1962—1965 роках село перебувало у складі Михайлівського району Запорізької області, відтак у складі Веселівського району.
21 липня 2017 року, в ході децентралізації, Калинівська сільська рада об'єднана з Чкаловською сільською громадою.
19 липня 2020 року, в результаті адміністративно-територіальної реформи та ліквідації Веселівського району, село увійшло до складу новоутвореного Мелітопольського району.

## Населення
Згідно з переписом УРСР 1989 року чисельність наявного населення села становила 739 осіб, з яких 338 чоловіків та 401 жінка.
За переписом населення України 2001 року в селі мешкало 616 осіб.

### Мова
Розподіл населення за рідною мовою за даними перепису 2001 року:
| Мова       | Відсоток |
| ---------- | -------- |
| українська | 84,60 %  |
| російська  | 4,05 %   |
| білоруська | 0,32 %   |
| молдовська | 0,32 %   |
| інші       | 10,71 %  |

## Економіка
- «Калинівка», сільськогосподарський ПК.

## Об'єкти соціальної сфери
- Середня загальноосвітня школа I—III ст.
- Дитячий садочок.
- Будинок культури.
- Амбулаторія.